# Раши (Јаломица)
Раши (рум. Rași) насеље је у Румунији у округу Јаломица у општини Салчоара. Oпштина се налази на надморској висини од 66 m.

## Становништво
Према подацима из 2002. године у насељу је живело 1309 становника, од којих су сви румунске националности.